# Paul Baan
Paul Baan (geboren 1951) stond met zijn oudere broer Jan Baan aan het hoofd van het automatiseringsbedrijf Baan Company, dat tussen 1995 en 2000 grote furore maakte.

## Baan Company
Baan Company verkreeg medio 1995 een notering aan de Amsterdam Effectenbeurs. Tot medio 1998 steeg de koers van het aandeel met gemiddeld 110% per jaar en werd zo in drie jaar tijd liefst negen keer zo veel waard. In de daaropvolgende twee jaar ging het bedrijf echter langzaam ten onder.

## Baan Business Systems
Paul Baan hield in december 1995 op als lid van de raad van bestuur van Baan Company. Hij legde zich nadien toe op de uitbouw van Baan Business Systems (BBS), dat enkele maanden vóór de beursgang van Baan Company was afgezonderd en in handen bleef van de gebroeders Baan. BBS richtte zich op de marketing van de door Baan Company ontwikkelde software. De verkoop van aandelen Baan Company op de beurs maakte de financiering mogelijk van de activiteiten van BBS. Zo hielden de gebroeders Baan medio 1996 via Stichting Oikonomos nog 47% van de aandelen van Baan Company, maar bleven zij via deze stichting de eigenaars van 100% van de aandelen van verkooporganisatie BBS.
De gebroeders Baan richtten zich op de ontwikkeling en verkoop van hun op diskettes vrijwel kosteloos gekopieerde software en niet op advies en ondersteuning van deze producten. De implementatie ervan werd overgelaten aan bedrijven als Capgemini. Paul Baan verkondigde destijds dan ook bij herhaling: “Software is allemaal winst!”

## Noaber Foundation
In 2000 wordt Noaber Foundation afgescheiden van Stichting Oikonomos (Oikonomos Foundation). Noaber Foundation is de family foundation van Paul en Mineke Baan.
Het bestuur van Noaber Foundation bestaat uit prof. dr. Jan Peter Balkenende (voorzitter), Rutger Baan, Geert-Jan Baan en Gerard Honkoop. Paul is als strategisch adviseur bij de stichting betrokken. Voormalig SGP-Kamerlid Elbert Dijkgraaf is sinds 2018 adviseur.